# Chamitataxus
Chamitataxus es un género prehistórico del tejón. Chamitataxus avitus es la única especie conocida de este género. Chamitataxus vivió durante el Mioceno tardío, hace aproximadamente 6 millones de años en la actual Norteamérica. De entre los tres tipos de tejones que existieron en este continente, Chamitataxus es el más primitivo

## Descripción
Chamitataxus es únicamente conocido gracias a un holotipo encontrado en 1935, que consiste en un cráneo casi completo. Fue descubierto en una cantera cerca de Lyden, Nuevo México, donde el prehistórico herbívoro Osbornoceros fue también descubierto.
Chamitataxus fue muy similar a sus parientes actuales en muchos aspectos; era carnívoro con un cráneo parecido al de los actuales. A pesar de ello, es imposible aproximar su tamaño y peso dada la falta de información fósil. Chamitataxus tenía muy buen olfato y un agarre firme para matar animales de un bocado en el cuello. Como otros mamíferos, Chamitataxus poseía muy buen oído, con el que podía oír a grandes distancias. Además, Chamitataxus era un experto cazador.